# Max Landergård
Max Landergård, född 1984, är författare och regissör. Han är utbildad vid Stockholms Konstnärliga Högskola i film och media. 
Hans kortfilm ”Käften, farsan” hade premiär 2024, med bland andra Yngve Dahlberg, Ruben Lopez, Max Nilén och Amanda Jalmberger i rollerna.
2022 skrev han manus till pjäsen ”Livskrisernas Parkbänk” som sattes upp på Ormteatern.
Han var tidigare programledare för TV-serien Max 1800-tal, som sändes i SVT i maj–juni 2009, och har varit producent och programledare för ett 40-tal produktioner hos Utbildningsradion. Han har också lett radioprogrammet "Max - En timme" i Sveriges Radio P4 Gotland och även i Sveriges Radio P4 Gävleborg.
Han är en av författarna bakom boken Pittstim (2008) och 2020 släppte han kortromanen Je suis Älta. 2016 debuterade han romanförfattare på Storytel med Blod, tvätt & dårar. 2022 släppte Max Landergård, tillsammans med Maria Marteleur, den historiska romanen Det här livet är för litet.
Max är en del av humorgruppen Fabriken, tillsammans med Johannes Hallbom och Jakob Larsson. De sände humorprogram under jul- och nyårshelgerna 2012/2013 i Sveriges Radio P4 Riks under namnet "Jul i fabriken".
Under sommaren 2013 sändes humorserien "Sommar i fabriken" i åtta delar och hade som mest över 800 000 lyssnare. I den serien deltog också komikern Anna Granath.